# Santa Maria in Vallicella (församling)
Santa Maria in Vallicella är en församling i Roms stift.
Till församlingen Santa Maria in Vallicella hör följande kyrkobyggnader:
- Santa Maria in Vallicella
- San Tommaso in Parione
- Santa Lucia del Gonfalone
- Santi Nereo ed Achilleo alle Terme di Caracalla
- Santo Spirito dei Napoletani